# Зарічне (Новосибірська область)
Зарічне (рос. Заречное) — село у Тогучинському районі Новосибірської області Російської Федерації.
Входить до складу муніципального утворення Зарічна сільрада. Населення становить 452 особи (2010).

## Історія
Згідно із законом від 2 червня 2004 року органом місцевого самоврядування є Зарічна сільрада.

## Населення
| 2002 | 2007 | 2010 |
| ---- | ---- | ---- |
| 488  | ↗515 | ↘452 |